# ISO 3166-2:JO

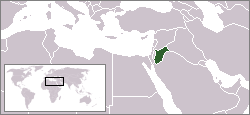
کشور اردن

کد ISO 3166-2:JO بخشی از استاندارد ایزو ۳۱۶۶ برای کشور اردن است که توسط سازمان بین‌المللی استانداردسازی ISO تنظیم شده‌است این سازمان، کدهای استاندارد را برای تقسیمات کشوری (ایالتها یا استانهای) کشورهای فهرست شده در استاندارد ایزو ۳۱۶۶-۱ تعریف می‌کند.
هر کد شامل دو بخش می‌گردد که توسط علامت - جدا می‌گردند.
- بخش نخست JO که در ایزو ۳۱۶۶-۱ آلفا-۲ کد کشور اردن است.
- بخش دوم شامل یک یا دو یا سه حرف است که بیان‌کننده استان یا ایالت کشور اردن می‌باشد.

## کدها
| کدها  | Governatorato |
| ----- | ------------- |
| JO-AJ | استان عجلون   |
| JO-AQ | استان عقبه    |
| JO-BA | بلقاء (استان) |
| JO-KA | استان کرک     |
| JO-MA | مفرق (استان)  |
| JO-AM | عمان (استان)  |
| JO-AT | طفیله (استان) |
| JO-AZ | زرقاء (استان) |
| JO-IR | اربد (استان)  |
| JO-JA | استان جرش     |
| JO-MN | استان معان    |
| JO-MD | استان مادبا   |